# Eudiocrinus serripinna
Eudiocrinus serripinna is een haarster uit de familie Eudiocrinidae.
De wetenschappelijke naam van de soort werd in 1908 gepubliceerd door Austin Hobart Clark.